# تيليكوم ألمانيا
تيليكوم ألمانيا ذات المسؤولية المحدودة (بالألمانية: Telekom Deutschland GmbH) هي إحدى الشركات التابعة لدويتشه تيليكوم، مقرها في بون، وتختص بحسابات الأفراد والشركات الناشئة والمتوسطة. وقد أُسست في الأول من أبريل عام 2010 من خلال دمج وإعادة تسمية لخدمات شركة دويتشه تيليكوم من الخط الأرضي والتلفاز والهاتف النقال.
يبلغ عدد عملاء تيليكوم ألمانيا 17,8 مليون عميل من حيث خدمات الانترنيت  والخط الأرضي ويصل إلى 46 مليون عميل بالإضافة إلى عملاء الهاتف المحمول (حتى الربع الأول من 2020) ، وعليه تصبح تليكوم و فودافون وتيليفونيكا أكبر شركات خدمات المحمول في السوق من حيث عدد العملاء.
يعمل في تيليكوم ألمانيا 63.928 موظف. (حتى الأول والثلاثين من ديسمبر 2017)

## تاريخ الشركة

### خدمة الهاتف المحمول
يرجع أصل أعمال الشركة إلى خدمات هاتف السيارة التابع للبريد الاتحداي الألماني خاصة مجال خدمات اتصالات الإشارات التشابهية B و C والتي ظلت حتى عام 1994 و 2000.

شعار شركات الاتصالات قديمًا في ألمانيا

بدأت شركة تيليكوم أعمالها في الأول من يوليو 1992 كشركة ديه تيه موبيل ذات المسؤولية المحدودة (De.Te.Mobil Deutsche Telekom Mobilfunk GmbH ) بعدد 1200 موظف، وفي نهاية العام التالي سجلت الشركة 480.000 عميل. بدأت خدمة الرسالة القصيرة في مارس هذا العام خلال شبكة D1،وفي عام 1995 تغير اسم الشركة إلى شركة تيليكوم الألمانية لخدمات الهاتف ذات المسؤولية المحدودة - تى تيه موبيل(بالألمانية: DeTeMobil- Deutsche Telekom MobilNet GmbH) وفي عام 1996 بدأ استخدام جهاز المنادة سكايبر، أما في عام 1997 طُرحت أول شريحة مسبقة الدفع.و في عام 1998 حصلت الشركة علىكود الاتصال 0170 بجانب 0171 من الهيئة الحكومية للاتصالات والبريد.
و في الأول من يناير لعام 2000 توسعت شركة دويتشه تيليكوم في نشاطها على صعيد الهواتف المحمولة لتصبح شركة تيه موبيل الدولية المساهمة وتضم في شركتها القابضة شركة وان تو وان ( One2One ) التي حاليًا شركة تيه موبيل في المملكة المتحدة، وشركة ماكس موبيل النمساوية التي حاليًا تيليكوم ماجنيتا، وبعض الشركات الأقلية في التشيك وبولندا و روسيا. وعليه فقد حصلت على أكواد الاتصال التعريفية 0160و 0175و 0151.
غُير اسم الشركة في الأول من فبراير لعام 2002 من شركة ديه تيه موبيل ذات المسؤلية المحدودة إلى شركه تيه موبيل ألمانيا ذات المسؤلية المحدودة (بالألمانية: T-Mobile Deutschland GmbH)، و في شهر يوليه من العام ذاته ادرجت الشركة خدمة رسائل الوسائط المتعددة-MMS. وفي عام 2004 أصبحت ثاني أكير شركة اتصالات ألمانية تُفعل نظام الاتصالات المتنقلة العام- UMTS. وقد حصلت الشركة على كود الاتصال التعريفي 01515 في شهر نوفمبر عام 2005.